# Gerrit Kolenbrander
Gerhardus Bernardus Petrus (Gerrit) Kolenbrander (Hengelo, 29 juni 1902 – 1981) was een Nederlands politicus.
Kolenbrander werd geboren als zoon van Lambertus Johannes Kolenbrander (1874-1950; verfmeester) en Johanna Engelina ter Horst (1879-1945). In 1918 ging hij werken bij het kantoor van de gemeente-ontvanger van Hengelo. Vier jaar later maakte hij de overstap naar de gemeentelijke arbeidsbeurs en begin 1935 werd hij daar directeur van. Van 1941 tot 1943 was Kolenbrander de directeur van het gewestelijk arbeidsbureau in Zwolle. Na de bevrijding van (grote delen van) Overijssel in april 1945 werd hij door het Militair Gezag in die functie herbenoemd. Kolenbrander was vanaf april 1946 tot zijn pensionering in juli 1967 de burgemeester van Tubbergen. Hij overleed in 1981. Hij was getrouwd met Hendrika Roebers (geboren op 11-07-1904 en overleden op 16-10-1988). 